# Hannes Wichmann

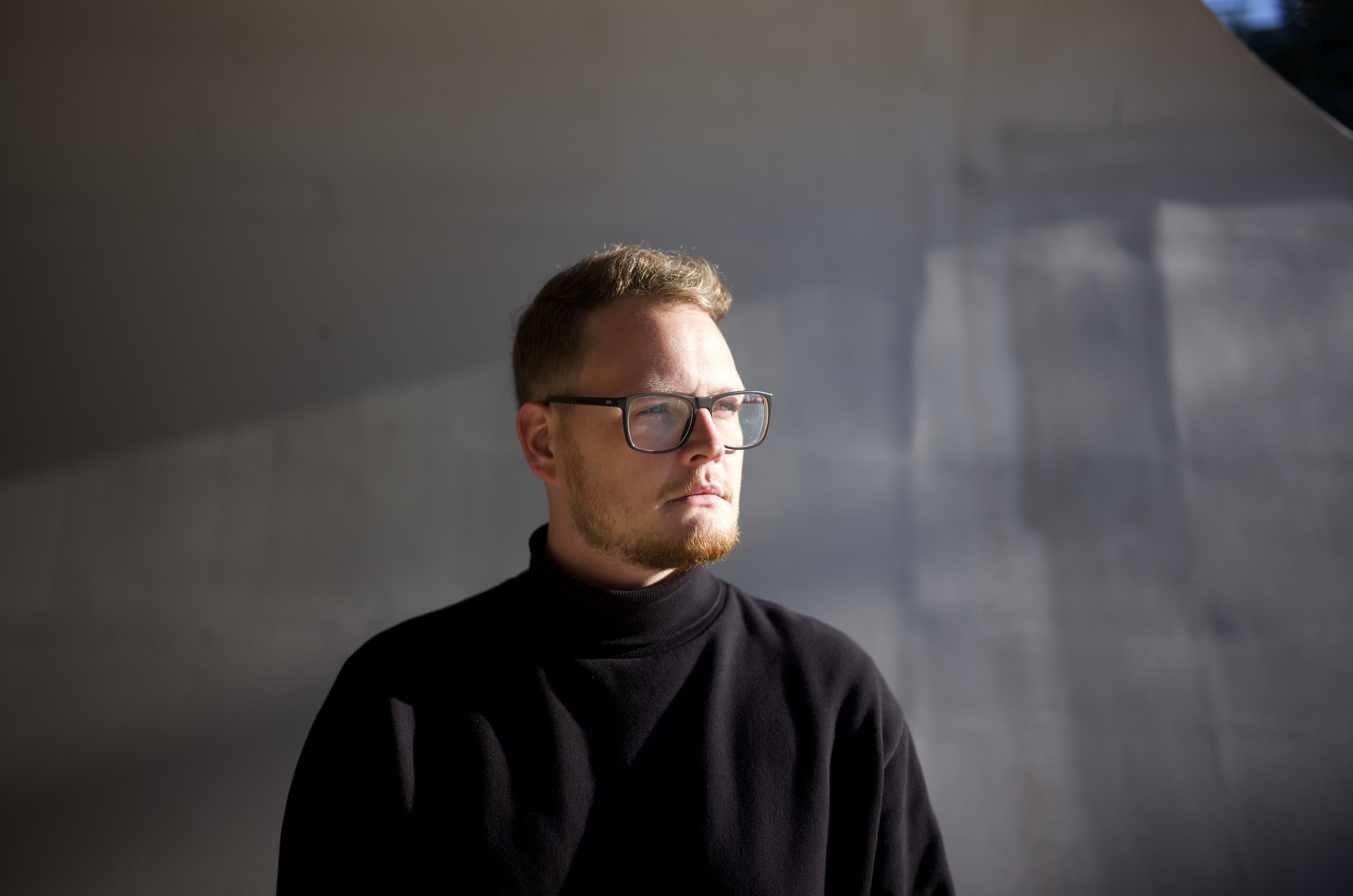
Hannes Wichmann (2022)

Hannes Wichmann (* 30. August 1990 in Bützow) ist ein deutscher Kameramann und Fotograf. Er lebt und arbeitet in Hamburg.

## Leben
Hannes Wichmann wuchs in Bützow (Mecklenburg-Vorpommern) auf. Nach dem Abitur und anschließendem Wehrdienst in Hagenow, absolvierte er ein Praktikum bei dem lokalen Fernsehsender TV Rostock, um im Anschluss seine Ausbildung zum Mediengestalter für Bild und Ton zu beginnen. 2015 arbeitete er als Kameraassistent beim Norddeutschen Rundfunk in Hamburg-Lokstedt. Entlang seiner Tätigkeiten für Bewegtbild, widmete er sich zunehmend der Fotografie. Zunächst in bekanntem Terrain rein dokumentarisch, danach in der Mode- und Werbefotografie. Es folgten viele Porträts von Menschen aus seinem näheren Umfeld aber auch bekannte Persönlichkeiten wie unter anderem Linda Zervakis, Andreas Mühe und Lars Eidinger. Sein erstes Titelbild fotografierte er für das Galore Magazin. Im Dezember 2023 zeigte Hannes Wichmann erstmals öffentlich Fotografien im Rahmen seiner ersten Soloausstellung „Hutbürger & Co“ im Kunsthaus Bützow. „Er beschreibt in Stereotypen eine allgemeine Unsicherheit und Paranoia in der Bevölkerung vor Veränderung: „German Angst“. Die Werke zeigen Menschen in Alltagssituationen, die zwar durch die Verwendung symbolischer Elemente verfremdet werden, aber dennoch vertraut erscheinen.“
Seit 2017 arbeitet er in einer Hamburger Produktionsfirma im Karolinenviertel als Kameramann für Film- und Fernsehproduktionen.

## Filmografie
Dokumentationen
- 2015: The Glitz No Drama[11]
- 2020: Philipp Fürhofer Aura[12][13]

Musikvideos
- 2015: Krachophil von Sonuvabitch[14]

- 2017: Hook Up von The Glitz[15]
- 2023: Blackforms von Christoph Dahlberg[16][17]

TV
- 2022: ZDFneo Game Two[18]

- 2022: Arte Tracks Intergalaktische Abenteuer: Der neue Wettlauf ins All[19]
- 2022: KiKA Chexpedition Geh umweltfreundlich aufs Klo![20]
- 2023: ZDFneo Game Two Folge 300: Die Geschichte der Videospiele – Das Musical[21]

Kinofilme
- 2014: The Micronaut[22][23]

- 2022: Aus dem Rahmen fallen[24][25][26]

## Publikationen (Fotografie)
- Hannes Wichmann in Philipp Fürhofer: Disillusions, nai010 publishers, Rotterdam, 2020, ISBN 978-94-6208-558-9, Seite 43–45.[27]
- Hannes Wichmann in Nachhaltigkeit: Wie wir unsere Zukunft verantwortungsvoll gestalten, ZEIT Akademie, Hamburg, 2020, S. 65.[28]
- Hannes Wichmann in Katrin Kampmann: Alpirismus, Lachenmann Art, Frankfurt und Konstanz, 2022, S. 64.[29]
- Hannes Wichmann in SommerFrischeKunst 2022, Andrea von Goetz, Ike Ikrath, Bad Gastein, 2022 (Cover)[30]
- Hannes Wichmann in Galore: Interviews, Ausgabe 48, Dialog, Dortmund, 2021. (Cover)[31]
- Hannes Wichmann in Focus Magazin. Ausgabe 33, Focus Magazin Verlag, Berlin, 2021, S. 72–73.[31]
- Hannes Wichmann in art – Das Kunstmagazin, Ausgabe 9, Gruner + Jahr Deutschland, Hamburg, 2022, S. 12–13.[32]
- Hannes Wichmann in Philipp Fürhofer: Phantominseln, Städel Museum, Frankfurt am Main, 2023, ISBN 978-3-7757-5524-5, Seite 108–109.[33]

## Auszeichnungen (Kamera)
- 2012 Magical Kenya Film Contest: Auszeichnung in der Kategorie Bester Film mit Baltic Motion
- 2014 Kommt Zusammen Festival: Offizielle Auswahl mit dem Dokumentarfilm The Micronaut[34]

- 2016 Fish Filmfestival im Stadthafen: Nominierung PopFish für das Musikvideo Krachophil von Sonuvabitch[35]
- 2024 Grimme Preis: Nominierung in der Kategorie Unterhaltung mit ZDFneo Game Two Folge 300: Die Geschichte der Videospiele – Das Musical[36][37]